# Tau Andromedae
Tau Andromedae (Tau And, τ Andromedae, τ And), som är stjärnans Bayerbeteckning, är belägen i östra delen av stjärnbilden Andromeda. Den har en skenbar magnitud på ungefär +4,94 och kan ses med blotta ögat från mörka platser utan ljusföroreningar. Baserat på parallaxmätningar under Hipparcosuppdraget befinner den sig på ett avstånd av ca 710 ljusår (220 parsek) från solen. Ljusstyrkan minskar med 0,24 i magnitud på grund av skymning orsakad av mellanliggande gas och stoft.

## Egenskaper
Spektrumet hos Tau Andromedae matchar spektralklass B5 III, med luminositetsklass III vilket innebär att den är en jättestjärna. Den har en utstrålning motsvarande cirka 851 gånger solens ljusstyrka.